# Pista Aérea de Jalpan
La Pista Aérea de Jalpan (Código DGAC: JPN) es un pequeño aeródromo ubicado un kilómetro al norte de Jalpan de Serra, Querétaro, México. Es operado por el gobierno del estado de Querétaro y su principal función es mantener la comunicación aérea de la Sierra Gorda de Querétaro con la capital del estado. Cuenta con una pista de aterrizaje de 1,200 metros de largo y 21 metros de ancho, así como una plataforma de aviación de 4,500 metros cuadrados. El aeródromo solo se utiliza para aviación general.

## Accidentes e incidentes
- El 4 de octubre de 2019 una aeronave Piper PA-32R Cherokee Six con matrícula N4383M que operaba un vuelo privado entre el Aeropuerto de Tampico y el Aeródromo de Jalpan, perdió el control mientras realizaba su aproximación final en el aeródromo queretano, haciendo que chocara contra terreno a poca distancia de la pista de aterrizaje, causando daños en la aeronave sin que se reportaran personas lesionadas.[4][5]